# Obniżenie Nitrzańsko-Turczańskie
Obniżenie Nitrzańsko-Turczańskie (514.6) – makroregion fizycznogeograficzny w zachodniej Słowacji, w składzie Centralnych Karpat Zachodnich.
Obniżenie Nitrzańsko-Turczańskie rozciąga się między pasmami Łańcucha Małofatrzańskiego i Łańcucha Wielkofatrzańskiego. W skład makroregionu wchodzą (od południa):
- 514.61 Kotlina Środkowonitrzańska
- 514.62 Kotlina Górnonitrzańska
- 514.63 Żar
- 514.64 Kotlina Turczańska

Obniżenie Nitrzańsko-Turczańskie jest pochodzenia tektonicznego. Dna kotlin są wypełnione trzeciorzędowymi osadami jeziornymi i morskimi. Góry Żar są zrębowe, zbudowane ze skał krystalicznych i osadowych z okresu mezozoiku.